# Michail Nikolaevič Murav'ëv
Michail Nikolaevič Murav’ëv o Michail Nikolaevic Muraviev, in russo Михаил Николаевич Муравьёв? (Grodno, 19 aprile 1845 – San Pietroburgo, 21 giugno 1900) è stato un politico e diplomatico russo.
Conte e ministro degli esteri della Russia dal 1897 al 1900, la sua politica fu contraddistinta dalla prudenza e dalla convinzione che una guerra europea avrebbe generato in Russia una grave crisi interna. Si impegnò per la convocazione della prima Conferenza sul disarmo dell'Aia (1899) e rafforzò l'Alleanza franco-russa.

## Le origini e gli inizi
Discendente da una stirpe di Boiardi russi, Michail Nikolaevič Murav'ëv contava fra i suoi avi sia il decabrista rivoluzionario Sergej Ivanovič Murav'ëv-Apostol, impiccato nel 1826, sia il terribile Michail Nikolaevič Murav'ëv-Vilenskij (1796-1866), governatore di Vilnius, di cui era il nipote. Diversi i punti di contatto con la Germania: la madre, tedesca, da anziana, si trasferì da San Pietroburgo alla più temperata Wiesbaden; lo stesso Michail Nikolaevič aveva studiato ad Heidelberg dove aveva fatto parte di una corporazione studentesca e imparato il tedesco altrettanto bene quanto il francese, la seconda lingua della nobiltà russa. Intrapresa la carriera diplomatica, nei primi anni '80 del XIX secolo fu prima a Parigi (dove conobbe il futuro Cancelliere tedesco Bernhard von Bülow) e subito dopo a Berlino come consigliere d'ambasciata.

## Ministro degli Esteri (1897-1900)
Nel 1897, dopo un periodo a capo della delegazione russa all'ambasciata di Copenaghen, Murav'ëv ebbe l'incarico di Ministro degli Esteri, sostituendo Nikolaj Šiškin (1830-1902).

### I rapporti con l'Austria-Ungheria
Aperta dall'allora ministro degli Esteri Aleksej Borisovič Lobanov-Rostovskij (1824-1896) una fase di negoziati con l'Austria che disputava contro la Russia una difficile partita nei Balcani, il neo ministro Murav'ëv si trovò in tempo, nel maggio 1897, a gestirne la conclusione. Evento principale dei negoziati fu la visita a San Pietroburgo dell'imperatore d'Austria Francesco Giuseppe e del suo ministro degli Esteri Agenor Maria Gołuchowski.
Quest'ultimo, al termine dell'incontro, inviò una lettera a Murav'ëv nella quale riassumeva, secondo il suo punto di vista, gli accordi presi. Egli si riservava, per l'Austria-Ungheria, la possibilità di annettersi il Sangiaccato di Novi Pazar e la Bosnia ed Erzegovina, due territori formalmente ancora turchi che l'Austria occupava grazie al Trattato di Berlino del 1878. Murav'ëv, disilludendo gli austriaci, con una nota del 15 maggio 1897 rispondeva fra l'altro:

«[...] il trattato di Berlino assicura all'Austria-Ungheria il diritto di occupare militarmente la Bosnia-Erzegovina. L'annessione di queste due province solleverebbe [però] una questione più estesa che esigerebbe un esame speciale a tempo e luogo».

Altrettante riserve furono formulate nei confronti delle proposte austriache sul Sangiaccato di Novi Pazar e sull'Albania. Murav'ëv, alla fine, dichiarò di non essersi inteso con Gołuchowski se non per il mantenimento dello status quo nei Balcani.

### I rapporti con la Germania
I rapporti di Murav'ëv con il governo di Berlino furono caratterizzati dalla sua amicizia con il ministro degli Esteri Bernhard von Bülow e da un atteggiamento di prudenza.
In occasione della visita dell'Imperatore tedesco Guglielmo II allo zar Nicola II nell'agosto 1897, Murav'ëv incontrandosi con Bülow espresse la sua preoccupazione per la situazione internazionale. In riferimento all'alleanza franco-russa e alla Triplice alleanza raccomandò Bülow di vegliare su Vienna, affinché non facesse sciocchezze, così come loro vegliavano su Parigi. Murav'ëv espresse, inoltre, la sua convinzione che una guerra europea avrebbe portato gravi pericoli per lo sviluppo interno della Russia e confermò le sue intenzioni pacifiche nei confronti dell'Austria. In quella occasione il ministro degli Esteri russo fece anche un'apertura riguardo alle ambizioni tedesche su Kiao-Ciao, in Cina, dichiarando che gli interessi della Russia, piuttosto, si concentravano sulla penisola di Liaodong.
Ciò bastò alla Germania per approfittarne e occupare Kiautschou nel novembre 1897. Vana fu l'opposizione dell'influente ministro delle Finanze russo Sergej Jul'evič Vitte la cui banca controllava le finanze della Cina. Murav'ëv e gli ambienti militari, infatti, pur di mantenere buoni i rapporti con la Germania, riuscirono a contrastarlo con successo.
Di fronte all'azione tedesca, dapprima consentita dallo Zar, il governo russo cambiò opinione e protestò. Constatata tuttavia la risolutezza della Germania, i russi occuparono a loro volta la base strategica di Port Arthur (Lüshunkou) nella penisola cinese di Liaodong, aprendo così una crisi di breve durata con la Gran Bretagna.
Murav'ëv, sempre concentrato a mantenere per quanto possibile lo status quo, anche in occasione del viaggio di Nicola II in Germania del novembre 1899, rinnovò a Bülow le preoccupazioni per la pace mondiale. Quest'ultimo nelle sue memorie ricorda quanto Murav'ëv diffidasse del suo omologo francese Théophile Delcassé, concentrato sull'idea della rivincita sulla sconfitta subita dalla Francia nella guerra franco-prussiana.

### La prima conferenza dell'Aia
La Russia, tuttavia, non rimase con le mani in mano di fronte al riarmo dei suoi potenziali nemici. Imbarcatasi, però, in un costoso programma di ammodernamento della fanteria, non poteva permettersi di affrontare la sfida posta dall'introduzione in Germania e Austria dell'artiglieria a tiro rapido come di altri miglioramenti militari e contemporaneamente continuare il proprio sviluppo industriale. Nell'estate del 1898, molto probabilmente su consiglio del ministro Vitte e di certo con il suo appoggio, Murav'ëv lanciò l'idea di una conferenza internazionale per la riduzione degli armamenti.
Il governo di Parigi e l'opinione pubblica francese non furono d'accordo. Scrisse il Temps, vicino agli organi di potere: «Fino a quando l'ingiustizia del 1871 non sarà stata corretta, i veri eredi della rivoluzione non possono sottoscrivere ai principi del conte Mouravieff». Quest'ultimo con Vitte e il ministro della Guerra Aleksej Nikolaevič Kuropatkin nell'ottobre del 1898 si recò a Parigi per risolvere il problema, ma il ministro Delcassé non dovette parlare molto diversamente dal giornalista del Temps.
Anche Guglielmo II di Germania considerò utopistica la conferenza che, per non scontentare la Russia, si tenne comunque a L'Aia fra il 18 maggio e il 29 luglio 1899 e che non ottenne risultati concreti.

### I rapporti con la Gran Bretagna
L'atteggiamento di Murav'ëv di fronte alla Gran Bretagna, antagonista della Russia in Asia, fu analogo a quello tenuto nei confronti delle altre potenze. Nell'estate del 1898, durante la crisi che in autunno avrebbe portato la Gran Bretagna a combattere la seconda guerra boera, i tedeschi pensarono di sfruttare il momento per proporre, senza molta convinzione, a Francia e Russia una lega anti-britannica. Murav'ëv tagliò corto: «Tutto ciò mi lascia assolutamente indifferente». Invece egli aveva valutato la situazione: in un memorandum del 7 febbraio 1900 scrisse che una “lega continentale” era impossibile e che, di contro, le azioni diplomatiche isolate contro gli inglesi comportavano troppi rischi.

### I rapporti con la Francia
Murav'ëv vigilava intanto sull'alleata Francia affinché non trascinasse la Russia in una crisi con Londra. Nell'autunno del 1898, durante la crisi di Fascioda tra Francia e Gran Bretagna, Murav'ëv, che per caso si trovava a Parigi, concesse solo fredde parole di solidarietà al ministro degli Esteri francese Delcassé. Le assicurazioni di fedeltà all'alleanza franco-russa furono abbastanza vaghe e un cenno ancora più vago il ministro russo lo fece alla possibilità di riaprire la questione dell'occupazione britannica dell'Egitto: ciò si sarebbe verificato solo quando sarebbe convenuto alla Russia distogliere l'attenzione di Londra dall'Asia.
Fallito, sostanzialmente, il tentativo di una conferenza sul disarmo, Murav'ëv decise di negoziare per rafforzare l'alleanza difensiva con la Francia e, con lo scambio di lettere avvenuto il 9 agosto 1899 fra lui e Delcassé, i due governi ampliarono la portata dell'intesa non solo al “mantenimento della pace” ma anche al mantenimento “dell'equilibrio fra le forze europee”. La durata dell'intesa, inoltre, che era stata prevista uguale a quella della triplice alleanza fu invece protratta senza limiti di tempo e questo perché entrambi i governi prevedevano il dissolvimento dell'Austria-Ungheria.

## I sospetti sulla morte
Improvvisamente, all'età di 55 anni, il 21 giugno 1900, Murav'ëv morì. Fuori dall'Impero russo la sua scomparsa fu sentita soprattutto a Berlino dove il ministro Bülow – in procinto di diventare Cancelliere del Reich – lo stimava per le sue intenzioni di mantenere l'Europa fuori da una guerra che sarebbe stata pericolosa per le dinastie regnanti. Il medico personale di Bülow aveva visitato Murav'ëv trovandogli il cuore in perfetto stato e si meravigliò molto della sua fine. Ciò bastò al futuro Cancelliere, nelle sue memorie, di notare l'opportunità della scomparsa di Murav'ëv rispetto ai movimenti panslavisti che aspiravano ad una espansione della Russia nei Balcani, e di avanzare sospetti sulla sua morte improvvisa. A Murav'ëv successe Vladimir Nikolaevič Lamsdorf.